# 3303 Merta
3303 Merta је астероид главног астероидног појаса чија средња удаљеност од Сунца износи 2,895 астрономских јединица (АЈ).
Апсолутна магнитуда астероида је 11,8.